# Elizabeth Shipboy
Elizabeth Shipboy, död 1795, var en irländsk affärsidkare. Hon drev en framgångsrik linnehandel, klädateljé och mattverkstad. 
Elizabeth Shipboy var gift med Robert Shipboy, som under 1700-talet drev en framgångsrik linnehandel i Coleraine under en tid när Ulsters ekonomi blomstrade på grund av just linneindustrin. Hon medverkade i makens verksamhet och drev även en klädateljé vid sidan om.  Efter makens död tog hon över även hans verksamhet i eget namn, och drev den med framgång i ett flertal år. År 1793 etablerade hon även ett skrädderi och mattmakeri på High Street i Belfast tillsammans med sin son James Shipboy under namnet Elizabeth and James Shipboy, något som var vanligt då en mor samarbetade med sin son och som gjorde klart att modern var företagets överhuvud. Hon var en framträdande person i regionens affärsliv, något som märks av hennes dödsruna i Belfast Newsletter.  
Elizabeth Shipboy utgjorde ett ovanligt exempel på en affärskvinna på sin samtids Irland. På Irland ärvde en kvinna egendom endast om maken uttryckligen hade tilldelat henne den genom testamente. Även om detta blev vanligare under 1700-talet, brukade änkor, särskilt om de var katoliker, av sedvana oftare sälja verksamheten eller anställa en man att göra sköta affärerna åt henne, och även i de fall hon personligen blev verksam, brukade hon regelmässigt dra sig tillbaka så snart hennes son var gammal nog att ta över: mindre än 10 procent av de affärskvinnor som finns registrerade i Dublin perioden 1766–1800 var verksamma i över tio år, medan nästan hälften (42 procent) var verksamma i endast ett år. Elizabeth Shipboy var därför ovanlig som en kvinna som drev flera stora företag under en tidsperiod av många år. Utöver henne nämns endast några få ytterligare exempel från denna tid, som Frances Seed som drev en salthandel från 1755, och systrarna Mary Ann McCracken och Margaret McCracken som drev muslinhandel 1790–1814.